# El Condor (Film)
El Condor ist ein US-amerikanischer Western von John Guillermin aus dem Jahr 1970 mit Jim Brown und Lee van Cleef in den Hauptrollen.

## Handlung
Luke, der erfahren hat, dass sich im mexikanischen Fort El Condor ein Goldschatz befindet, entkommt aus einem Straflager. Er tut sich mit dem Gauner Jaroo zusammen und überzeugt eine Gruppe Apachen, die von Santana angeführt werden, das Fort anzugreifen; sie sollen sich dort mit Nahrung und Munition versorgen. Bei ihrem ersten Versuch werden Luke und Jaroo vom Kommandanten des Forts, Chavez, gefangen genommen.
Da Claudine, Chavez’ Frau, sich in Luke verliebt hat, hilft sie den beiden zu entkommen. Später hilft sie dabei, dass das Fort überfallen werden kann, indem sie die Wachen durch ihre Entkleidung ablenkt. Chavez kann entkommen, und Jaroo erschießt Santana, als er entdeckt, dass dieser ein doppeltes Spiel getrieben hat. Die Apachen verlassen daraufhin mit den Lebensmitteln und der Munition das Fort. Im schutzlosen Fort sind nun Luke, Jaroo und Claudine allein mit ihrer Enttäuschung, als sie kein Gold finden – der angebliche Schatz ist nur aus Blei.

## Produktion
Die Dreharbeiten fanden in Spanien statt, wodurch zahlreiche spanische Schauspieler in Nebenrollen zu sehen sind. Der Film kam am 9. September 1971 in deutschen Kinos.

## Kritik
Segnalazione Cinematografiche attestierte dem Film, „nicht ohne Spannungsmomente und spektakuläre Szenen“ zu sein, bemängelte aber, dass er „den gewohnten Pfaden des Genres folgt und auch die schlechteren Ideen miteinbezieht“.
Der Time Out Film Guide war deutlicher: „Zu viele Köche verderben den unappetitlichen Brei. Der Film ist von leerer Schrillheit, modisch gewalttätig und es fehlt ihm völlig an Subtilität oder tatsächlicher Spannung.“